# Курганная группа «Дубовой I»
Курганная группа «Дубовой I» — объект археологического наследия, расположенный к западу от станицы Сиротинской Иловлинского района Волгоградской области.
Состоит из 5 насыпей, 3 из которых исследованы. Погребения катакомбной, срубной культур и эпохи средневековья, основной обнаруженный материал — керамика.